# Cesarz (tarot)
Cesarz – karta tarota należąca do Wielkich Arkanów, oznaczana numerem 4 (IV).
Inne nazwy: Król, Ozyrys, Pan Prawa, Władca Wszechmocny.

## Wygląd
Karta przedstawia starszego, brodatego mężczyznę siedzącego na tronie, w koronie i złotym łańcuchu na szyi, trzymającego berło i jabłko. Podobnie jak na karcie Cesarzowej, widoczna jest tarcza z orłem.

## Znaczenie
Karta Cesarza jest związana z instytucją władzy, zarówno politycznej, jak i w charakterze psychologicznego oddziaływania na innych. Karta dotyczy także pracy zawodowej i stanowisk kierowniczych. Położenie proste karty oznacza sprawiedliwe rządy, posiadanie dobrej opinii i autorytetu, a także sukces zawodowy. Z kolei położenie odwrócone kojarzy się z nieudolnością i utratą kontroli nad podwładnymi, albo przeciwnie - autorytaryzmem. Władzą w tym kontekście jest też instytucja ojca rodziny, tak więc tego również dotyczy karta Cesarza.

## Galeria

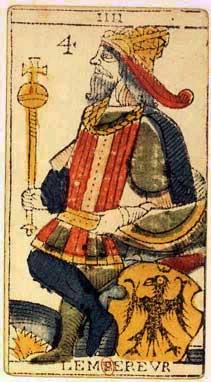
Cesarz z talii tarota marsylskiego Jeana Dodala (XVIII wiek).
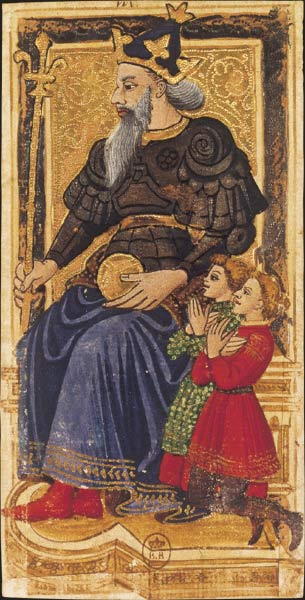
Cesarz z talii Karola VI (XV wiek).
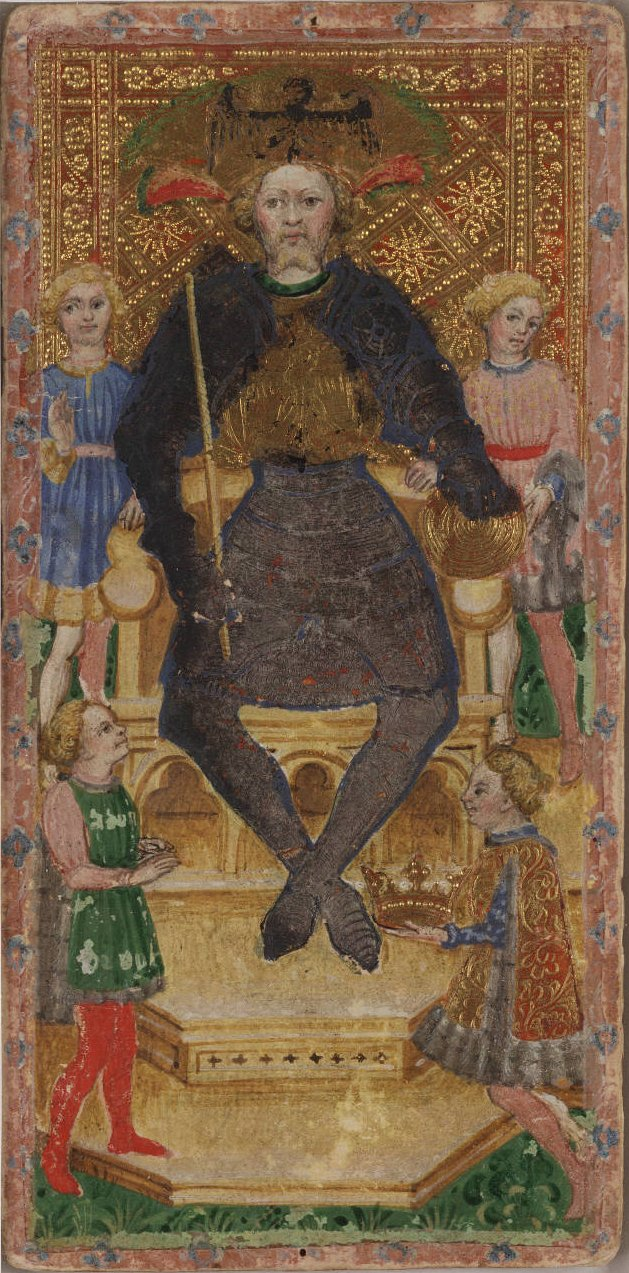
Cesarz z talii tarota Viscontich Cary-Yale zwanej też Visconti di Modrone (XV wiek).
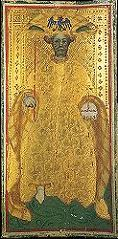
Cesarz z talii Brera-Brambilla Visconti (zbiory Pinakoteki Brera w Mediolanie).
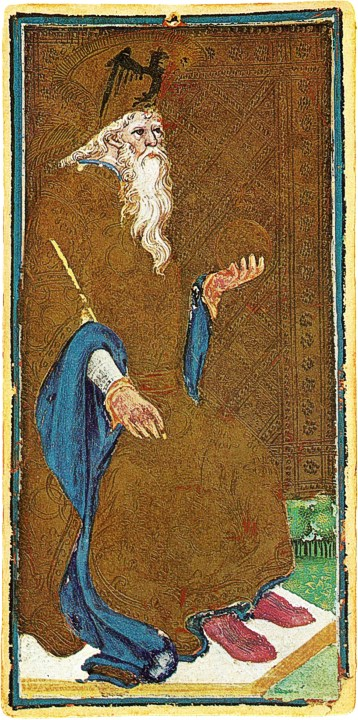
Cesarz z talii tarota Viscontich-Sforzów ze zbiorów Pierpont Morgan-Bergamo (XV wiek) – reprodukcja.